# The Harder They Fall (The Motion Picture Soundtrack)
Das Soundtrack-Album mit der Musik für den Film The Harder They Fall, einen Western von Jeymes Samuel, wurde am 29. Oktober 2021 veröffentlicht.

## Entstehung
Die Musik für Jeymes Samuels Western The Harder They Fall schrieb Jay-Z gemeinsam mit dem Regisseur. Jay-Z fungierte auch als Kurator und Co-Executive Producer des Albums. Samuel hatte mit Jay-Z zuvor für die Musik für den Film Der große Gatsby und dessen Electronica-Album zusammengearbeitet.
Für den Song Guns Go Bang arbeitete Jay-Z mit Kid Cudi zusammen, für King Kong Riddim mit BackRoad Gee, Jadakiss und Conway The Machine. Laura Mvula steuerte We Go Harder  bei. Weitere Songs auf dem Album stammen von Jeymes Samuel selbst, seinem Bruder Seal, CeeLo Green, Lauryn Hill und Fatoumata Diawara.
Des Weiteren sind auf dem Album mehrere Schauspieler mit kurzen Skits aus dem Film vertreten. Jonathan Majors und Zazie Beetz spielen im Film Nat Love und Stagecoach Mary und kommen auf dem Album mit dem Dialog Is The Devil Dead? vor, Edi Gathegi und RJ Cyler mit Lightnin’ With The Blam Blams und LaKeith Stanfield und Regina King, die Cherokee Bill und Trudy Smith spielen, mit We Ain’t No Nincompoop.

## Veröffentlichung
Ende Oktober veröffentlichte die mit einem Grammy ausgezeichnete Reggae-/Dancehall-Künstlerin Koffee einen 30-sekündigen Ausschnitt aus dem neuen Song The Harder They Fall. Der Titelsong des Films ist auch auf dem Soundtrack-Album enthalten. Das komplette Soundtrack-Album mit 14 Musikstücken wurde am 29. Oktober 2021 veröffentlicht. Am gleichen Tag veröffentlichte Jay-Z die Songs King Kong Riddim und (My) Guns Go Bang. Neben diesem wurde am 14. Januar 2022 von Geneva Club und Roc Nation Records ein Album mit der Filmmusik von Regisseur Jeymes Samuel mit insgesamt 22 Musikstücken veröffentlicht.

## Titelliste
1. Lightnin’ With The Blam Blams (Clean) (Skit) – Edi Gathegi & RJ Cyler (0.14)
2. The Harder They Fall – Koffee (2:28)
3. Guns Go Bang – Kid Cudi & Jay-Z (3:26)
4. Better Than Gold – Barrington Levy (5:53)
5. Black Woman (Clean) – Fatoumata Diawara & Ms. Lauryn Hill (3:58)
6. Wednesday’s Child – Alice Smith (2:39)
7. Blackskin Mile – CeeLo Green (4:10)
8. Ain’t No Better Love – Seal (4:45)
9. We Ain’t No Nincompoop (Skit) – LaKeith Stanfield & Regina King (0:17)
10. King Kong Riddim (feat. BackRoad Gee) – Jay-Z & Jadakiss & Conway The Machine (3:34)
11. We Go Harder – Laura Mvula & Mayra Andrade (2:54)
12. Is The Devil Dead? (Skit) – Zazie Beetz & Jonathan Majors (0:09)
13. No Turning Around – Jeymes Samuel (1:55)
14. Three And Thirty Years – Pretty Yende (3:51)

## Kritiken
A.D. Amorosi von Variety schreibt, als Kurator für die Musik zu The Harder They Fall und bei der Auswahl der Künstler, habe Jay-Z ein Händchen für mögliche Hits bewiesen. So sei CeeLo Greens Blackskin Mile gefühlvoll und episch, Seal lege in seinem Motown-ähnlichen Ain’t No Better Love eine rohe Energie an den Tag, wie seit zehn Jahren nicht mehr, und die fürchterlich unterschätzte Blues-Jazz-Singer-Songwriterin Alice Smith punkte mit ihrer Ballade Wednesday’s Child. Auch Jay-Z selbst brilliere. Der raue, klappernde Reggae, wie in King Kong Riddim, ein Lied, das er mit Jadakiss, Conway the Machine und BackRoad Gee singt, passe zu seiner Stimme. Ungeachtet seines Albums "4:44" aus dem Jahr 2017 habe seit seinem Beitrag für American Gangster von 2007 nichts von Jay-Z so großartig geklungen, so Amorosi.

## Auszeichnungen
Black Reel Awards 2021
- Nominierung als Bester Song („The Harder They Fall“, Koffee, Jay-Z und Jeymes Samuel)
- Nominierung als Bester Song („Guns Go Bang“, Jay-Z, Kid Cudi und Jeymes Samuel)[11]

Critics’ Choice Movie Awards 2022
- Nominierung als Bester Song („Guns Go Bang“)

Hollywood Music in Media Awards 2021
- Nominierung als Bester Song – Feature Film („Guns Go Bang“ von Jeymes Samuel, Kid Cudi und Jay-Z), gesungen von Kid Cudi und Jay-Z[12]

NAACP Image Awards 2022
- Auszeichnung als Outstanding Soundtrack/Compilation Album (Jeymes Samuel und Jay-Z)[13]